# جيتور الإمارات
جيتور الامارات  هي وكاله لعلامة تجارية لشركة تصنيع السيارات الصينية شيري والتي تم تأسيسها في عام 2018. تنتج العلامة التجارية بشكل أساسي سيارات الكروس أوفر وسيارات الدفع الرباعي.
في الامارات، يتم توزيع سيارات جيتور بواسطة  شركةايليت كارز (بالإنجليزية: Elite Cars International)‏ خارج الصين، تتوفر العلامة التجارية جيتور في الشرق الأوسط.

## التاريخ
نبذة عن علامة جيتور التجارية
أقامت جيتور شراكة حصرية مع مجموعة ايليت  القابضة لجلب علامة جيتور التجارية إلى الإمارات العربية المتحدة.
تجلب هذه الشراكة الحصرية عقودًا من الخبرة الهائلة في صناعة السيارات، ملتزمة بتقديم مركبات استثنائية بأسعار تنافسية للغاية وخدمة ما بعد البيع الاحترافية، مما يضمن راحة البال التامة لعملائنا في الإمارات العربية المتحدة.
تم إطلاق العلامة التجارية جيتور في 22 يناير 2018. أثناء إطلاق العلامة التجارية، تم أيضًا تقديم سيارة جيتور إكس 70 كروس أوفر إس يو في الأصلية، والتي تركب على هيكل جديد يسمى أي بيل، أو منصة ذكية للشبكة الإلكترونية وخفيفة الوزن. في وقت لاحق من شهر أبريل خلال معرض بكين للسيارات 2018، قدمت جيتور سيارة سيارة جيتور إكس الكهربائية النموذجية، والتي استعرضت سيارة جيتور إكس 90 كروس أوفر إس يو في. لن تكون مجموعة منتجات جيتور بأكملها أيضًا أصغر من القطاعات متوسطة الحجم، مع خيارات لتكوينات 5 أو 6 أو 7 مقاعد، مع تقديم محرك احتراق داخلي، كهربائي بالكامل .

## المنتجات

### النماذج الحالية
- - جيتور إكس 90 بلس (2021 إلى الوقت الحاضر)، نسخة مطورة من إكس 90
- جيتور إكس 70 بلس (2022 إلى الوقت الحاضر)، سيارة الدفع الرباعي متوسطة الحجم، الجيل الثاني إكس 70
  - جيتور إكس 70 برو (2023 إلى الوقت الحاضر)، نسخة مطورة من إكس 70 بلس
  - جيتور إكس 70 سي-دي إم (2024 إلى الوقت الحاضر)، طراز بي إتش إي في من إكس 70 بلس

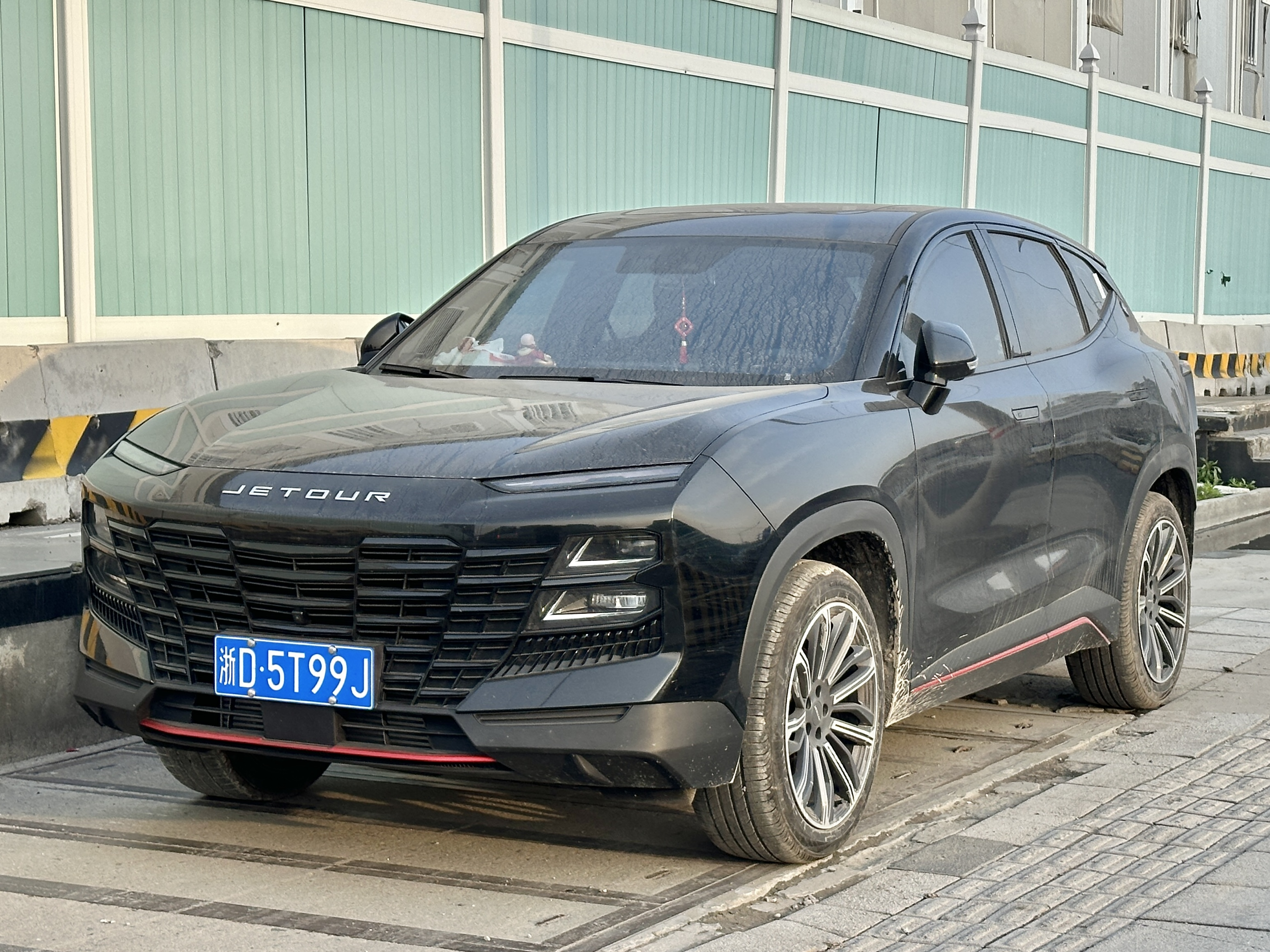
جيتور داشينغ
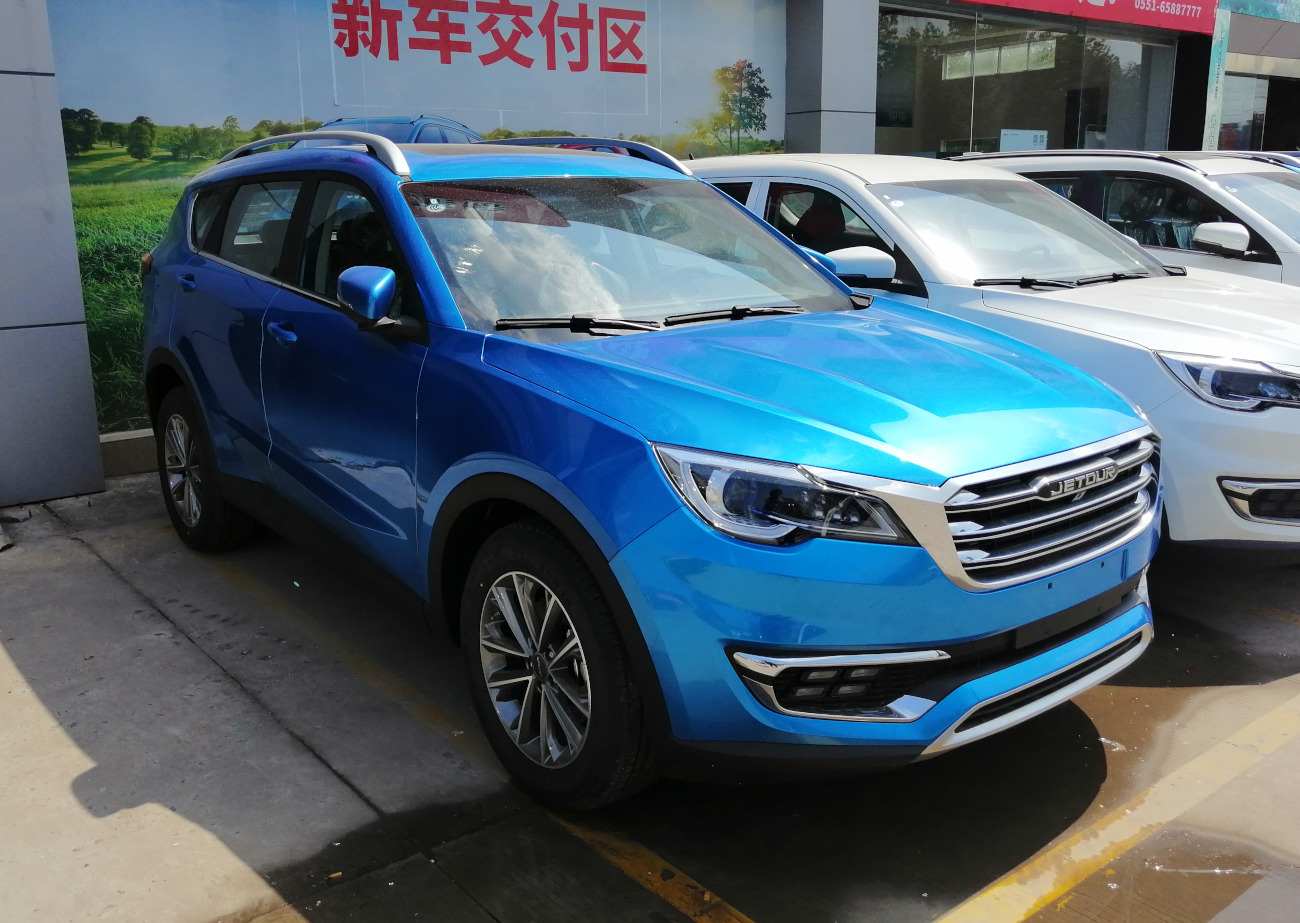
جيتور إكس 70
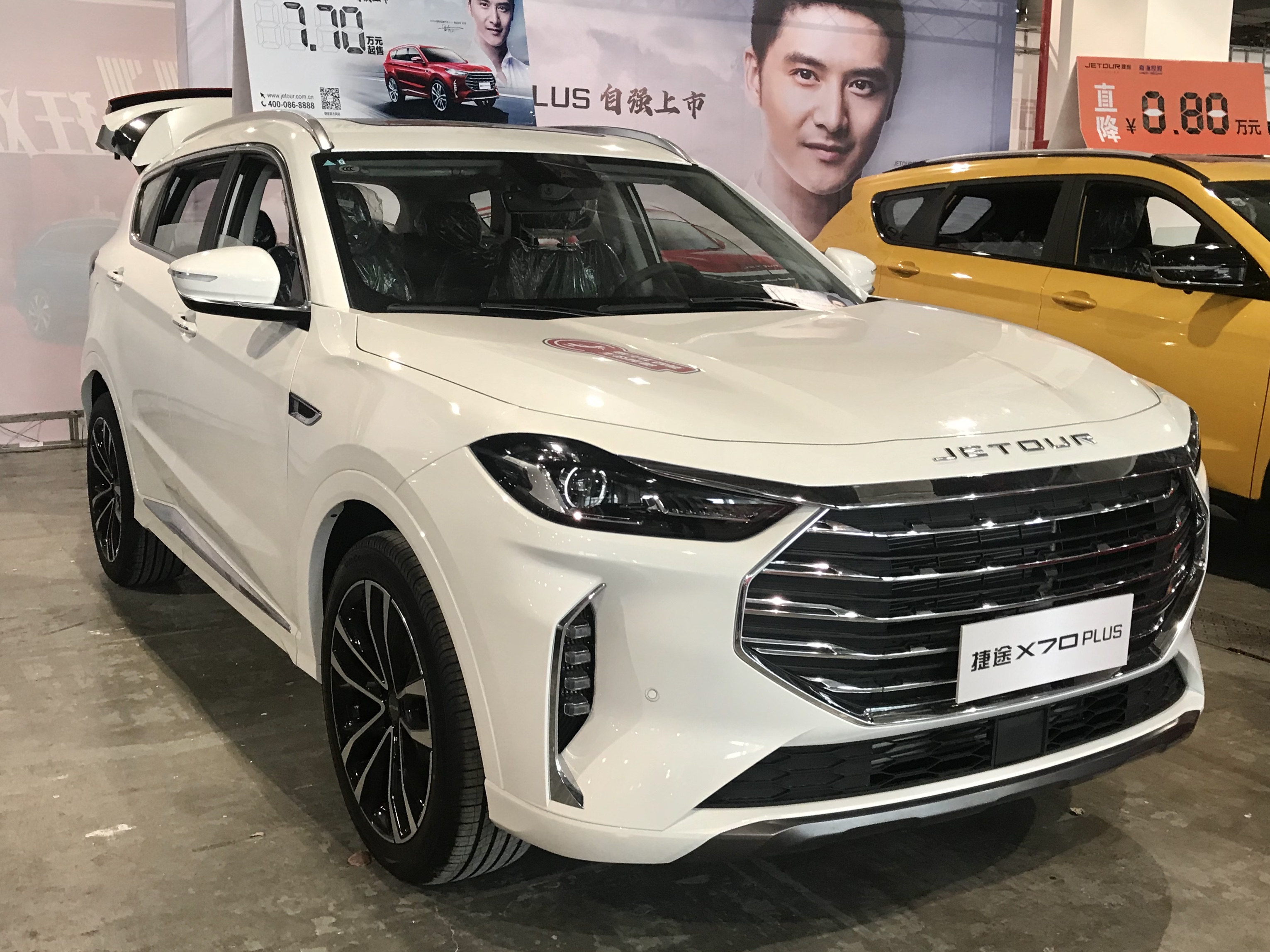
جيتور إكس 70 بلس
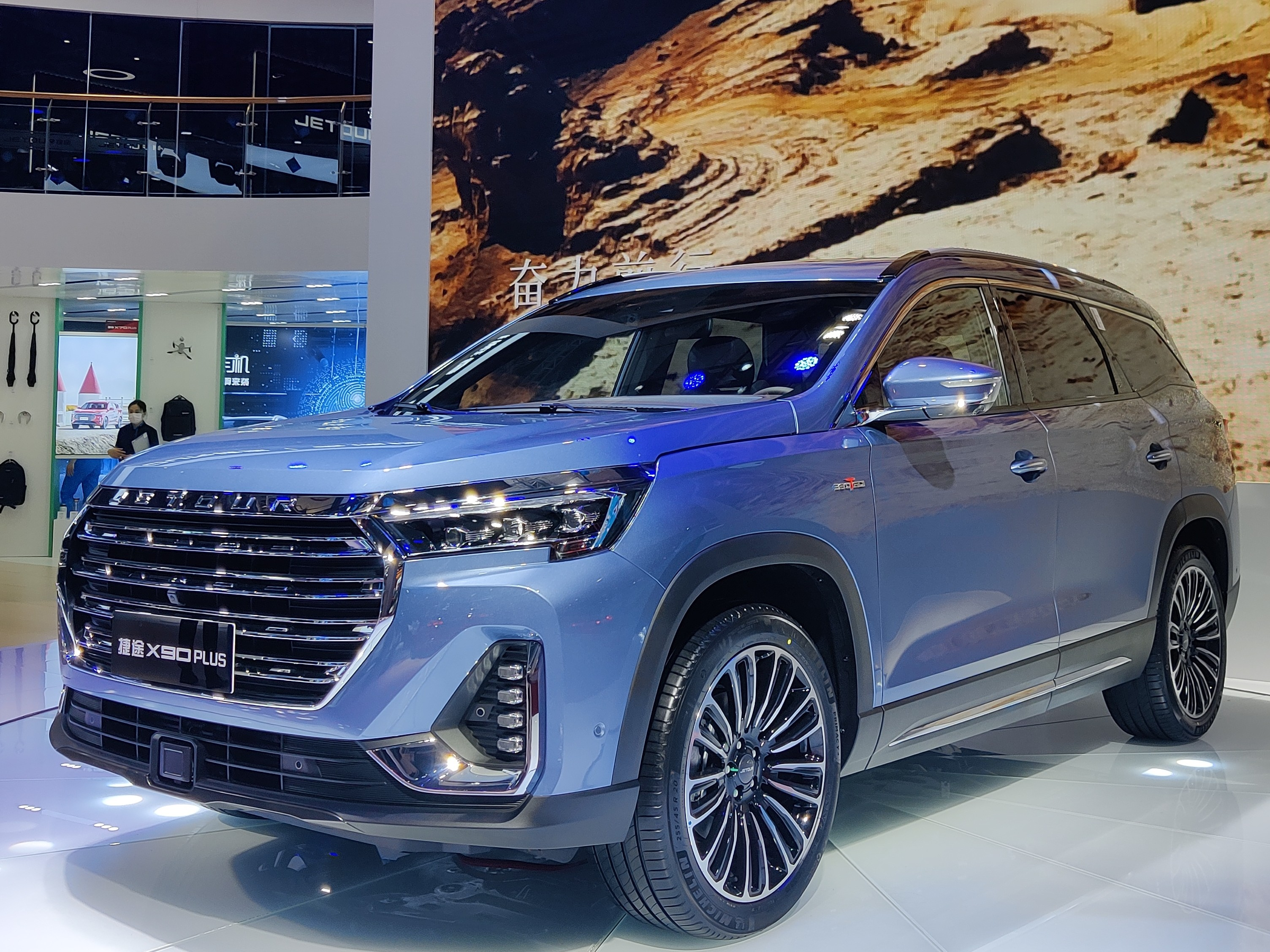
جيتور إكس 90 بلس
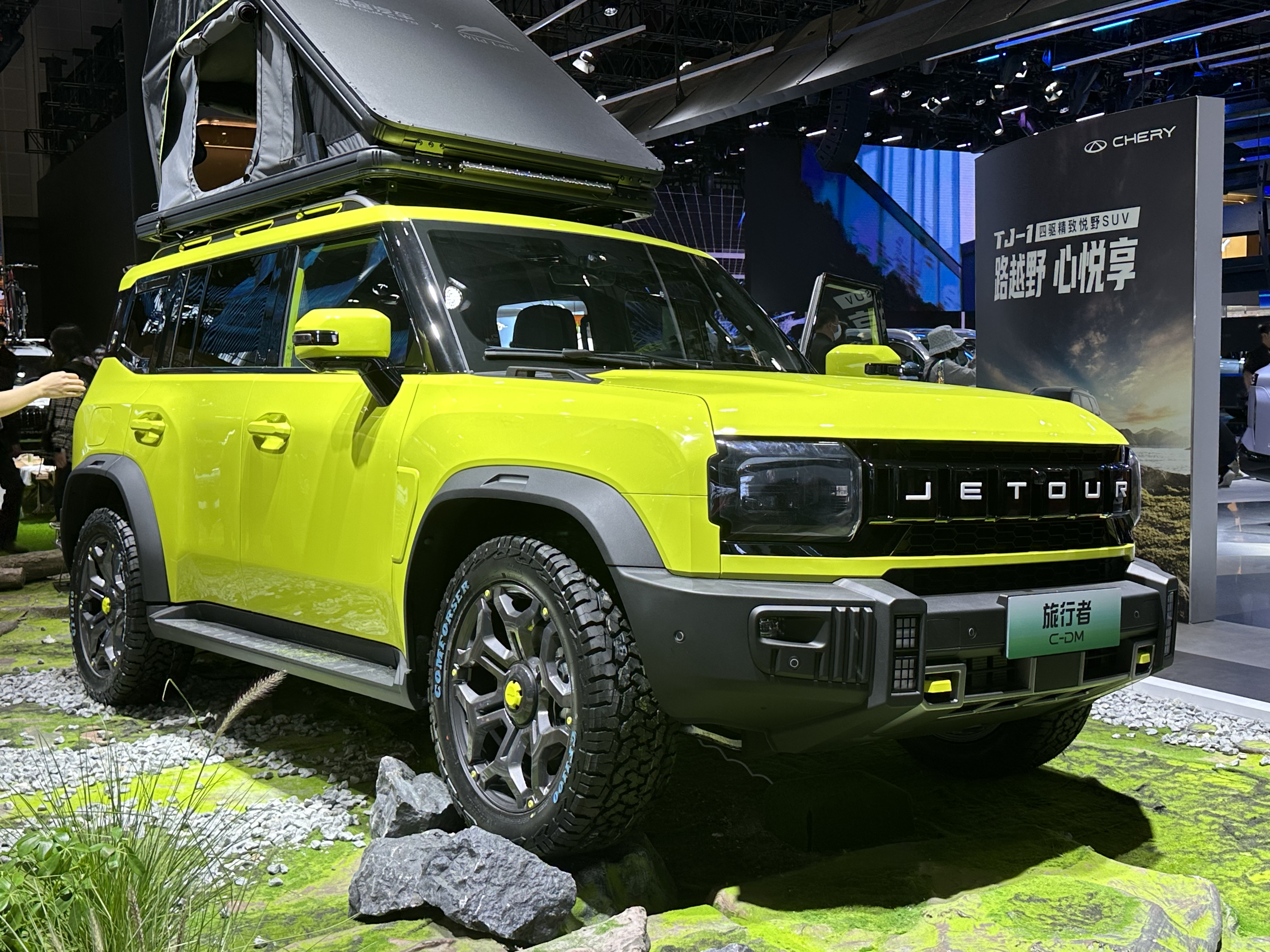
جيتور T2

### المفاهيم
- جيتور تي تو، مفهوم جيتور ترافيلر (تي-1)

## وصلات خارجية
- {{الانستجرام }}]